# Супербоул XLIII
Супербоул XLIII (англ. Super Bowl XLIII) — 43-й матч Супербоула, финальный матч плей-офф Национальной футбольной лиги сезона 2008 года, состоявшийся 1 февраля 2009 года на стадионе «Раймонд Джеймс Стэдиум» в городе Тампа (штат Флорида, США). Клуб «Аризона Кардиналс», чемпион Национальной футбольной конференции, со счётом 27-23 проиграл «Питтсбург Стилерз», чемпиону Американской футбольной конференции, который в шестой (рекордный) раз выиграл приз Винса Ломбарди, вручаемый победителю Супербоула. MVP Супербоула стал вайдрисивер «Стилерз» Сантонио Холмс. Тренер «Сталеваров», любимой команды Барака Обамы, Майк Томлин стал самым молодым наставником, выигрывавшим этот трофей (позже его рекорд будет побит Шоном МакВеем).
Место проведения матча было определено 25 мая 2005 года, другими кандидатами были Атланта, Хьюстон и Майями. Из-за мирового экономического кризиса цены на билеты и рекламу были снижены.

## Трансляция
В США игру транслировал NBC, для них это первая трансляция с Супербоула XXXII. Трансляция была доступна в формате 1080i. В том же году NBC транслировал финал Кубка Стэнли. В России матч можно было посмотреть на НТВ-плюс.

## Ход матча

### Первая половина
Питтсбург забил филд гол в начале игры. Затем, уже во второй четверти, «Стилерз» занесли тачдаун. Аризона также сделала тачдаун. Когда время половины истекло, игрок Питтсбург перехватил мяч и добежал до чужой энд-зоны, оформляя тачдаун на 100 ярдов и счет к перерыву 17-7 в пользу Питтсбурга.

### Вторая половина
Следующим набором очков станет 21-ярдовый филд гол от Питтсбурга. Счет к четвёртой четверти будет 20-7 в пользу «Сталеваров». В середине четвёртой четверти Аризона сделает тачдаун, а потом нарушение игрока Питтсбурга в своей зачетной зоне, даст Аризоне ещё два очка. «Кардиналс» оформит тачдаун и выйдет вперед, впервые в игре. Тем не менее, Питтсбург сможет занести тачдаун за 35 секунд до конца матча. Аризона не наберет очки и Питтсбург победит 27-23.
Супербоул XLIII: Питтсбург Стилерз 27, Аризона Кардиналс 23
|                 | 1 | 2  | 3 | 4  | Всего |
| --------------- | - | -- | - | -- | ----- |
| Стилерз (АФК)   | 3 | 14 | 3 | 7  | 27    |
| Кардиналс (НФК) | 0 | 7  | 0 | 16 | 23    |

на стадионе Раймонд Джеймс , Тампа, Флорида
- Дата : 1 февраля 2009 г.
- Погода в игре : 19 ° C (66℉), облачно
- Посещаемость игры : 70 774

PIT-Питтсбург, ARI-Аризона, ЭП-Экстрапоинт
■ Первая четверть:
- 9.45-PIT-18-ярдовый филд-гол, Питтсбург повел 3-0

■ Вторая четверть:
- 14:01-PIT-1-ярдовый тачдаун+ЭП, Питтсбург ведет 10-0
- 8:34-ARI-1-ярдовый тачдаун+ЭП, Питтсбург ведет 10-7
- 0:00-PIT-перехват для 99-ярдового тачдауна+ЭП, Питтсбург ведет 17-7

■ Третья четверть:
- 2:11-PIT-21-ярдовый филд-гол, Питтсбург ведет 20-7

■ Четвёртая четверть:
- 7:33-ARI-1-ярдовый тачдаун+ЭП, Питтсбург ведет 20-14
- 2:58-ARI-нарушение для сэйфти, Питтсбург ведет 20-16
- 2:37-ARI-64-ярдовый тачдаун+ЭП, Аризона повела 23-20
- 0:35-PIT-6-ярдовый тачдаун+ЭП, Питтсбург повел 27-23